# Coaña
Coaña è un comune spagnolo  situato nella comunità autonoma delle Asturie. Nel comune si parla l'eonaviego, variante galiziana con tratti asturiani.